# モンワン族
モンワン族（モンワンぞく、英語: Mong Wong people, ビルマ語: မုန်းဝန်းလူမျိုး, 中国語: 勐稳民族, 拼音: Měngwěn mínzú）はミャンマー（ビルマ）に居住するエスニックグループである。中国から移住した漢民族（華人）で、中国語北方方言の西南官話を話し、主にミャンマー東北部クカイ郡区タモニエ地区に居住する。
モンワン族はミャンマーの法律上はモンワン・バマー（ビルマ語: မုန်းဝန်း(ဗမာ)）である。ミャンマー政府はビルマ族の一支族であるとみなしている。モンワン族の9割は仏教を信仰している。都市にモンワン族は貿易や商業を生業とし、農村に住むモンワン族は農業を生業とする。モンワン族の大部分はビルマ語を話せず、読むことが出来ない。モンワン族の子どもは中国語教育を受け、雲南省で修学する者もいる。モンワン族の母語は西南官話雲南方言であり、アクセントはコーカン族と異なる。コーカン族と比較すると、モンワン族は自民族の特区政府を持たず、民族政党もない。しかし、独自の民兵グループを持ち、ミャンマー軍に協力している。モンワン族のアイデンティティ認識はミャンマー人であり、多くのコーカン族がミャンマー人ではなくコーカン人であるというアイデンティティ認識を持つのと対照的である。
2016年時点で、モンワン族は約26万人である。

## 歴史
モンワン族の祖先は雲南省からの移住者であるが、移住した時期は不明である。モンワン族組織「白马民族文化总会」（バマー民族文化総会）によると、18世紀ごろからモンワン族はタモニエ地区に定住し始めたとされる。
バマー民族文化総会主席、連邦団結発展党党員、シャン州議会議員の王国達（別名: U Myint Lwin; ウー・ミンルウィン）はモンワン族である。ビルマ共産党や少数民族武装組織の反乱の間、モンワン族は王国達の指導のもとミャンマー軍に協力した。王国達と軍事政権の指導者タンシュエの関係は親密であった。1991年5月11日、タンシュエは「モンワン・タヨッ」（ビルマ語: မုန်းဝန်း(တရုတ်)）から「タヨッ」（タヨッはビルマ族による漢族の呼称である）を除くよう指示した。モンワン族は「タインインダー」として認められている135の先住民族ではなかったため、1994年3月28日、王国達は国民大会においてモンワン族の身分を認めるように嘆願した。1998年、タンシュエは「モンワン・バマー」とするべきだと発言した。2000年、国家平和発展評議会は公式にモンワン族をモンワン・バマーとすることを発表した。しかし、モンワン族の市民権は未だ制限されたままであり、王国達やその支持者は不満であった。
2009年からミャンマー移民・人口省によってモンワン族に対するIDカードの発行が始まったが、民族名の欄がモンワン・タヨッ、モンワン・バマー、モンワンなどバラバラであった。モンワン人の市民権の問題も解決されなかった。2014年、モンワン人の一部はミャンマー移民・人口省大臣キンイーがIDカードの民族欄を変えることを期待した。2016年までにモンワン族で選挙権を獲得したのは620人余りであった。
2016年3月11日、ミャンマー移民・人口省はモンワン人6万人に「完全な市民権」を与えることを発表した。そして、モンワン族の民族登記は「モンワン・タヨッ」から「モンワン・バマー」となり、IDカードの色も白からピンク色となった。ピンク色のIDカードは政治的な権利制限の存在しないことを示す。この決定にカチン独立軍やシャン州軍 (北)は反対した。ビルマ族もモンワン族はタヨッであり、漢語しか話せないのにビルマ族とするのはおかしいと批判した。この他に、華人は「ルーツを忘れた」「身売りだ」「漢奸」と批判した。
しかしながら、2022年時点でもモンワン・タヨッ（ビルマ語: မုန်းဝန်း(တရုတ်)）の呼称は用いられている。

## タモニエ民兵
王国達を指導者とするモンワン族の武装組織タモニエ民兵はミャンマー軍傘下の民兵であり、ネ・ウィン政権時代から存在している。1962年、タモニエ地区防衛隊（Ka Kwe Ye, ビルマ語: ကာကွယ်ရေး）として民兵が組織された。ネ・ウィン政権は1973年4月を期限として防衛隊に武器を置いて投降するように呼びかけ、同年タモニエ防衛隊はミャンマー軍に武器を明け渡した。これに先立って1972年3月2日にタモニエ人民治安部隊が設立されており、防衛隊から武器が引き渡されたのち、1974年憲法によって民兵の地位は再び合法化された。
タモニエ民兵の正規兵員は220人、予備役は440人、治安委員会は400人余りであり、合計1000人超が民兵組織に所属している。
タモニエ民兵は麻薬の生産・密輸に関与しているとされている。また、タモニエ民兵は中国の投資家とミャンマー軍やミャンマー軍の関連企業との関係を仲介する役割を果たしている。

### 英語文献
- Buchanan, John (2016). Militias in Myanmar (PDF) (Report). Yangon: Asia Foundation.
- Kachin Women’s Association Thailand (2014). Silent Offensive: How Burma Army strategies are fueling the Kachin drug crisis (PDF) (Report).
- Meehan, Patrick; Sai Aung Hla; Sai Kham Phu (2021). “Development Zones in Conflict-Affected Borderlands The Case of Muse, Northern Shan State, Myanmar”. In Chettri, Mona; Eilenberg, Michael. Development Zones in Asian Borderlands. Amsterdam University Press. ISBN 9789463726238
- Meehan, Patrick; Dan, Seng Lawn (2022). “Brokered Rule: Militias, Drugs, and Borderland Governance in the Myanmar-China Borderlands”. Journal of Contemporary Asia 53 (4). doi:10.1080/00472336.2022.2064327.

### 中国語文献
- 方天建 (2018). “緬甸勐穏華人身份本土化問題研究”. 世界民族 (01).
- 胡然; 亨凱 (2016). "従勐穏人入籍看緬甸的多元民族政治". 世界知識. No. 09.
- 伍慶祥 (2018). “空間属性与緬甸勐穏人身份認同建構”. 華僑華人歴史研究 (2).